# Tarxien Rainbows FC
Tarxien Rainbows FC je maltský fotbalový klub z města Tarxien, které se nachází na severu země. Klub se v Maltese Premier League 2008/2009 umístil na osmém místě. Domácí dresy je modro-černá s bílými pruhy na tričku, barva na cizích hřištích je rudá. Klub hraje na stadionu Tony Cassar Sports Ground.